# 御霊駅
御霊駅（ごりょうえき）は、かつて和歌山県有田郡吉備町（廃止時、現・有田川町）庄にあった、有田鉄道の駅である。

## 歴史
- 1916年（大正5年）7月1日：開業。
- 2002年（平成14年）12月31日：有田鉄道線廃止のため営業終了。
- 2003年（平成15年）1月1日：廃駅、閉鎖。
- 2017年（平成29年）11月11日：旧駅舎外壁が浦中こういち、tupera tupera、宮西達也、宮本えつよし等によって、ペイントされる[1]。

## 駅構造
コンクリート造り、単式ホーム1面1線の地上駅で、無人駅であった。

## 駅周辺
- 御霊神社
- 有田川町立御霊小学校
- 和歌山県立こころの医療センター
- ニュージョイズ
- 鷹巣池

## 駅跡

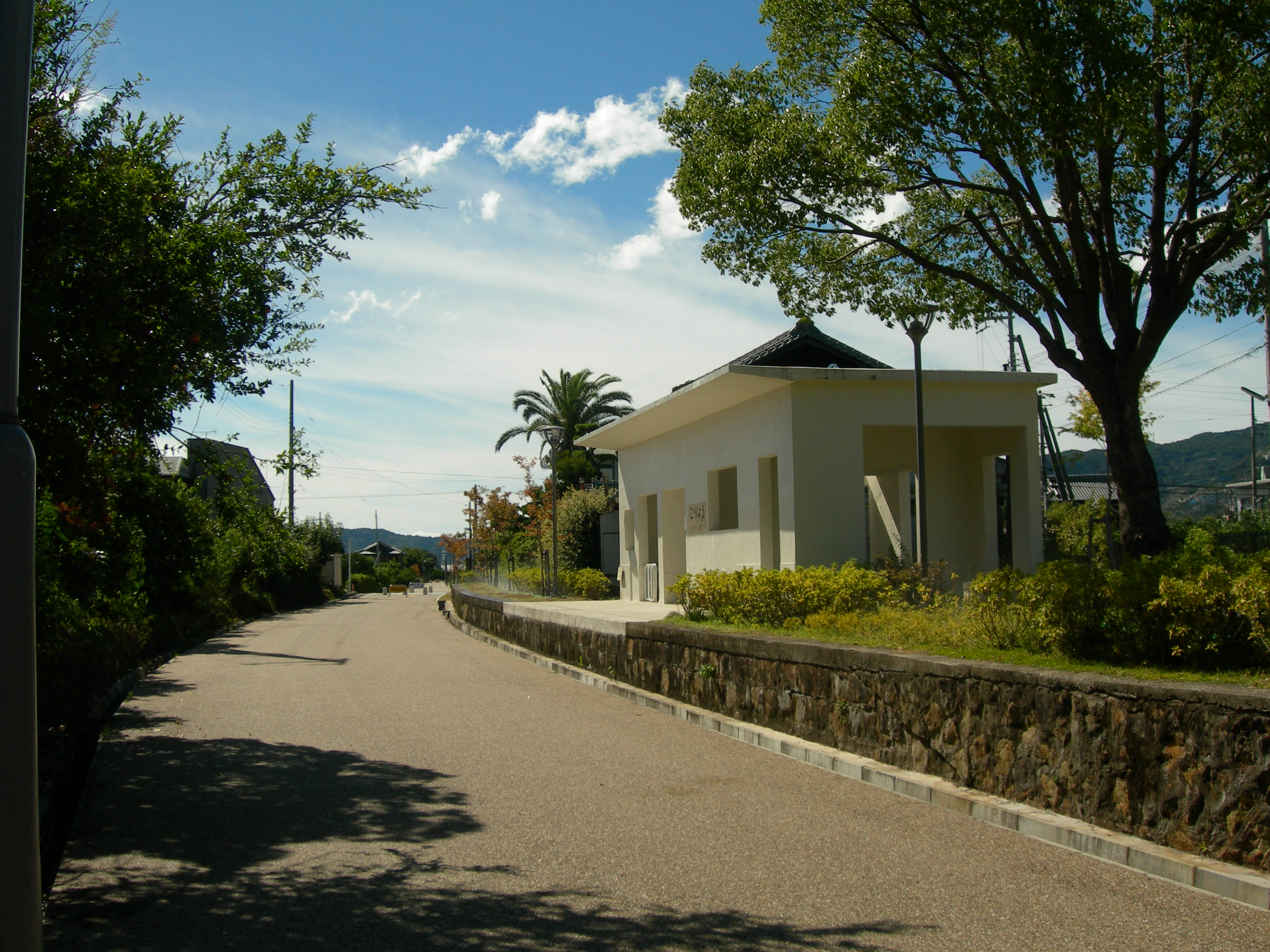
駅跡は遊歩道として整備された（2010年9月）
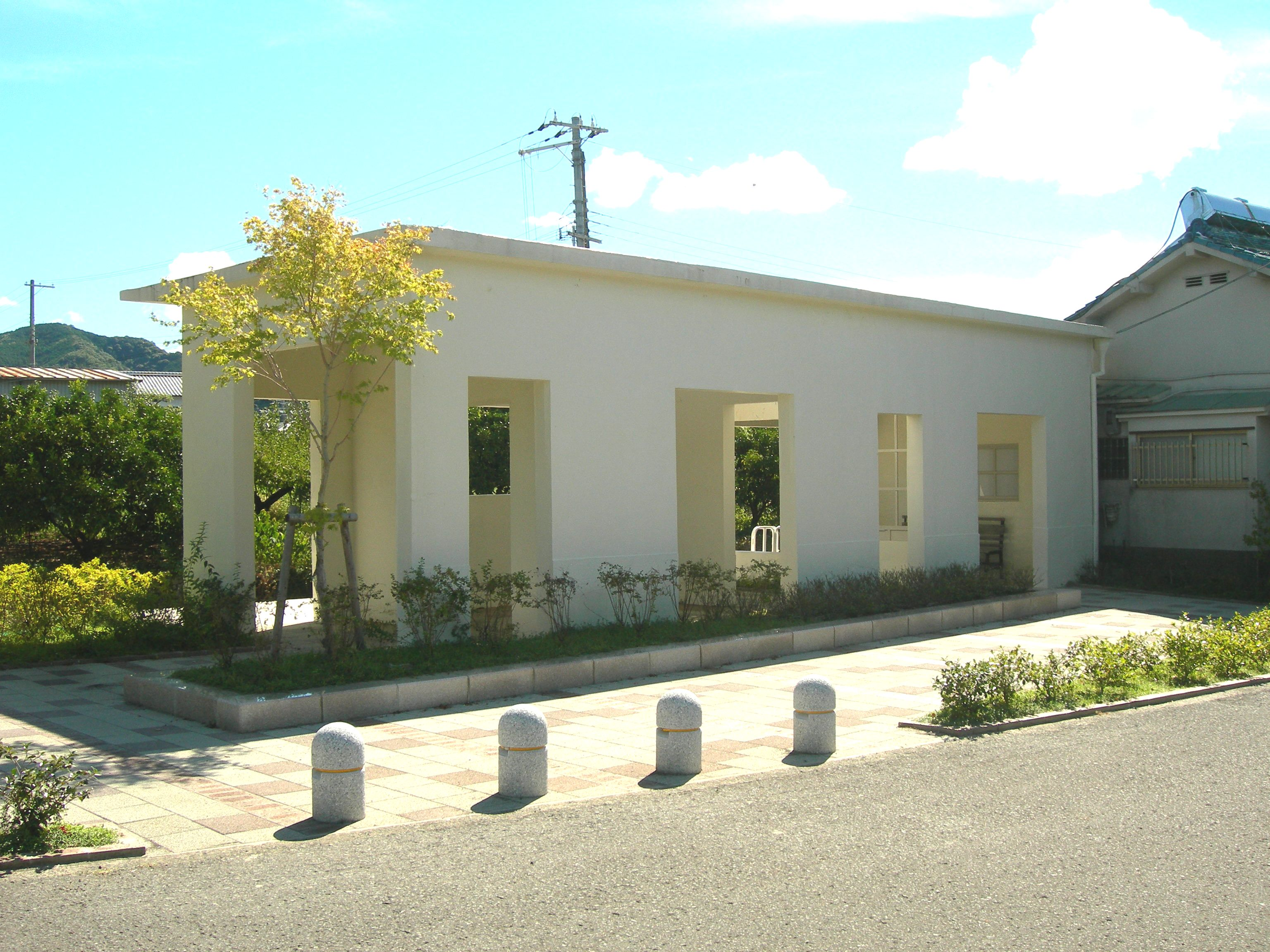
駅舎跡（2010年9月）
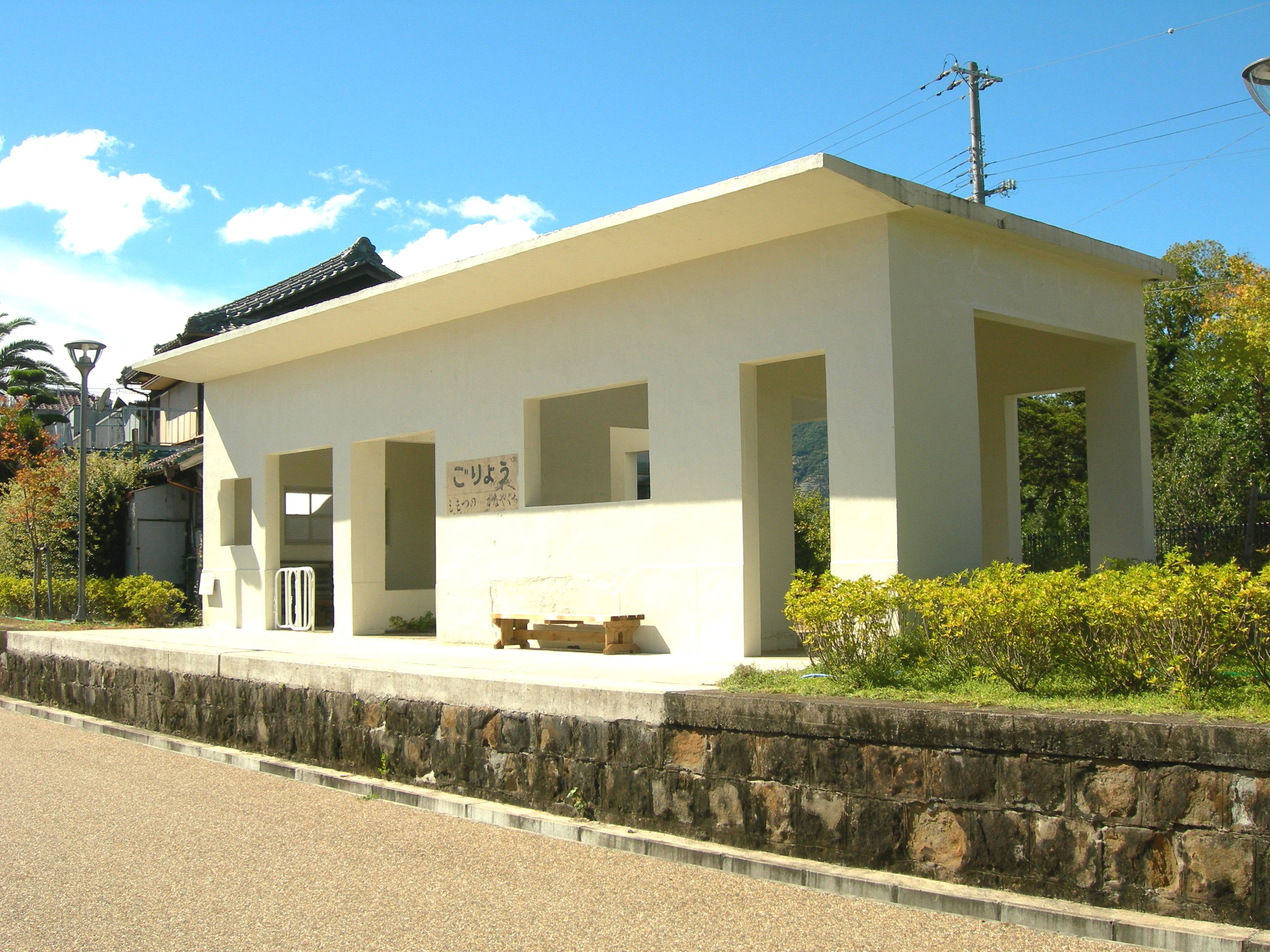
駅舎跡・ホーム側（2010年9月）

## 隣の駅
有田鉄道
有田鉄道線
下津野駅 - 御霊駅 - 金屋口駅